# Liu Hui (femme politique)
Pour les articles homonymes, voir Liu Hui (homonymie).
Dans ce nom chinois, le nom de famille, Liu, précède le nom personnel.
Liu Hui (chinois : 刘徽), née en décembre 1959 à Tianjin, est une femme politique chinoise.

## Biographie
Membre de l'ethnie hui, elle étudie à l'université du Ningxia (1979-1981), puis se joint au Parti communiste chinois en 1985.
À partir de 1987, elle monte dans la hiérarchie du Parti: secrétaire adjointe puis secrétaire de la Ligue de la jeunesse communiste (LJC) de Yinchuan, secrétaire adjointe puis secrétaire de la LJC de la région autonome hui du Ningxia, chef adjoint du Parti communiste de la préfecture de Wuzhong, gouverneur adjoint (2003) puis gouverneur (2013) du Ningxia. 
Elle est membre suppléante du 17e (2007-2012) et du 18e (depuis 2012) Comité central du Parti communiste chinois.